# GoblinX
GoblinX (Imagineos) – dystrybucja Linuksa typu Live CD.
Zbudowana w oparciu o dystrybucję Slackware i zestaw skryptów Linux Live. Dostępna w kilku wersjach różniących się od siebie głównym środowiskiem graficznym i zawartym oprogramowaniem:
- Standard – zawiera kilka środowisk graficznych jak KDE, Gnome, Xfce czy Enlightenment, jak również menadżery okien takie jak Fluxbox i Window Maker. Ponadto zawiera języki: angielski, francuski, hiszpański, portugalski i niemiecki.
- Premium
- Noblin – wykorzystuje środowisko Gnome.
- Mini – wykorzystuje środowisko Xfce.
- Micro – wykorzystuje menadżer okien Fluxbox.

Jej rozwojem zajmuje się Flavio de Oliveira.